# Zadie Smith
Zadie Smith (født 25. oktober 1975) er en britisk forfatter, som debuterede med romanen White Teeth i 2000.
Indtil 2012 har udgivet fire anmelderroste romaner. I 2003 blev hun optaget på Granta's liste over de 20 bedste unge forfattere, og blev også optager op listen i 2013 list.Hun blev tilknyttet New York Universitys Creative Writing Program som fastansat professor 1. september 2010. Smith vandt Orange Prize for Fiction og Anisfield-Wolf Book Award i 2006 og hendes roman White Teeth blev medtaget på Time magasinets TIME 100 Best English-language Novels from 1923 to 2005 liste.
Zadie Smiths romaner fortæller realistiske, humoristiske og kulturelt indsigtsfulde historier. Romanerne kredser om menneskenes grundvilkår i den multikulturelle og globaliserede verden og ofte er identitet et centralt tema. Hovedpersonerne i bøgerne fremstår som hele mennesker og som læsere får man rig indsigt i deres følelsesliv.
Romanerne skifter perspektiv mellem forskellige fortællerstemmer, hvilket medvirker til at nuancere de kærlighedsforhold, venskaber og familieforhold som bøgerne skildrer.

## Liv og forfatterskab
Zadie Smith blev født i 1975. Hendes mor er fra Jamaica, hendes far engelsk, og hun voksede op i et arbejderklassemiljø i North West London. Som barn skrev Smith poesi, dansede stepdans og lyttede til rap-musik. Som fjortenårig skiftede hun navn fra Sadie til Zadie, og som femtenårig blev hendes forældre skilt.
Smith sigtede efter at blive journalist og studerede engelsk litteratur på King's College ved University of Cambridge. Mens hun studerede udgav hun flere noveller, som blev så succesfulde at hun sikrede sig en agent til den roman hun var i gang med at skrive. Hun færdiggjorde romanen Hvide tænder mens hun læste og udgav den i år 2000.

## Udvalgt bibliografi

### Værker oversat til dansk
| Titel          | Genre | Oversætter             | År   | Originaltitel     | År   | Forlag    | ISBN                   |
| -------------- | ----- | ---------------------- | ---- | ----------------- | ---- | --------- | ---------------------- |
| Hvide tænder   | roman | Camilla Christensen    | 2000 | White Teeth       | 2000 | Rosinante | ISBN 87-7357-636-0     |
| Autografmanden | roman | Thomas Harder          | 2003 | The Autograph Man | 2002 | Rosinante | ISBN 87-621-0393-8     |
| Om skønhed     | roman | Thomas Harder          | 2007 | On Beauty         | 2005 | Rosinante | ISBN 978-87-638-0309-0 |
| NW             | roman | Steffen Rayburn-Maarup | 2013 | NW                | 2012 | Rosinante | ISBN 978-87-638-2803-1 |